# 1970 1975 1984 1986 1988
1970 1975 1984 1986 1988 – box set muzyka jazzowego Tomasza Stańki, wydany w 2008 nakładem Metal Mind Productions. Zestaw zawiera pięć albumów Stańki z różnych okresów jego twórczości: Music for K, TWET, Music 81, Lady Go…, Switzerland. Do opakowania dodana została książeczka z komentarzami Tomasza Tłukiewicza oraz Tomasza Stańki.
Nagrania uzyskały status złotej płyty.

## Lista utworów
Autorem muzyki jest Tomasz Stańko, oprócz zaznaczonych.
| 1. „Czatownik [The Ambusher]” – 5:40 2. „Nieskończenie Mały [Infinitely Small]” – 4:05 3. „Cry” – 8:40 4. „Music For K” – 16:20 5. „Temat (Czatownik) [Temat (The Ambusher)]” – 0:45 1. „Dark Awakening” (Stańko, Vesala, Warren, Szukalski) – 12:32 2. „Twet” (Stańko, Vesala, Warren, Szukalski) – 7:08 3. „Mintuu Maria” (Stańko, Vesala, Warren, Szukalski) – 5:17 4. „Man from North” (Stańko, Vesala, Warren, Szukalski) – 10:23 5. „Night Peace” (Stańko, Vesala, Warren, Szukalski) – 4:12 1. „Alusta” 11:40 2. „Daada” 7:15 3. „Bushka” 5:50 4. „Third Heave Ballad” 6:50 5. „Ahuha” 8:35 | 1. „Modi Modi” 6:22 2. „The First” (Szczurek) 3:15 3. „Mr Paul at Marta's Palace” 4:20 4. „Almost Gama” 4:10 5. „Lady Go” 5:50 6. „Last Song” 2:30 7. „Lakis & Basia” (Anthimos) 3:10 8. „Violet Liquor” 5:15 9. „Les Papillons Girls” 0:40 10. „Modi Modi” 1:20 1. „Lady Go” 9:43 2. „Asmodeus” 7:16 3. „Sunia” 3:05 4. „Too Pee” 7:31 5. „Switzerland” (Stańko/Skowron) 2:03 6. „Ha, Ha, Ha” 7:07 |